# فلاديمير هاغارا
فلاديمير هاغارا (مواليد 7 نوفمبر 1943) هو لاعب كرة قدم. يلعب مع منتخب تشيكوسلوفاكيا لكرة القدم. سبق له أن لعب في كأس العالم لكرة القدم مع منتخب بلاده.

## روابط خارجية
- فلاديمير هاغارا على موقع الاتحاد الدولي (مؤرشف)  (الإنجليزية)
- فلاديمير هاغارا على موقع قاعدة بيانات كرة القدم.إي يو (الإنجليزية)
- فلاديمير هاغارا على موقع ناشيونال فوتبول تيمز (الإنجليزية)